# Nicole i Paul Guerrier
Nicole i Paul Guerrier – francuskie małżeństwo z Lyonu, działacze społeczni.

## Historia
W 1980 wraz z zaprzyjaźnionymi osobami założyli w Lyonie Stowarzyszenie Saint Jean-Poznań, które powołali w celu nawiązania kontaktów między kościołami katedralnymi obu miast. Wraz z upływem lat, ich działalność rozszerzała się na wiele innych poznańskich parafii oraz placówek służby zdrowia. W celu wyposażenia poznańskich szpitali, poradni i aptek w latach 80. i 90. XX wieku, dzięki ich inicjatywie przez piętnaście lat przesłano z Lyonu do Poznania dwadzieścia sześć transportów lekarstw i sprzętu medycznego w ponad dwóch tysiącach kartonów. Małżeństwo pozyskiwało we Francji dary od przedsiębiorstw farmaceutycznych oraz aptek, a następnie je sortowało, pakowało i po przygotowaniu odpowiedniej dokumentacji wysyłało do Poznania. Para była także zaangażowana w organizowanie wakacyjnych wyjazdów poznańskiej młodzieży studenckiej i licealnej do Francji, jak również w organizację staży medycznych polskich lekarzy we francuskich placówkach medycznych. 
W 1997 otrzymali od Rady Miasta Poznania odznaczenie „Zasłużony dla Miasta Poznania” w podziękowaniu „za bezinteresowną pomoc medyczną i humanitarną mieszkańcom Poznania w trudnym okresie po 1981 roku”. Z inicjatywą odznaczenia małżeństwa wyszedł Witold Marian Młynarczyk, który pod wnioskiem zebrał podpisy kierowników jednostek służby zdrowia oraz księży proboszczów z Poznania.